# Žan Kolmanič
Žan Kolmanič (sinh 3 tháng 3 năm 2000) là một cầu thủ bóng đá Slovenia thi đấu ở vị trí hậu vệ cho câu lạc bộ Slovenian PrvaLiga NK Maribor.